# Juegos Mediterráneos de 1993
Los XII Juegos Mediterráneos se celebraron en la región de Languedoc-Rosellón (Francia), del 16 al 27 de junio de 1993, bajo la denominación Languedoc-Rosellón 1993. Esta edición de los Juegos ofreció varias novedades para la historia. Por vez primera se desarrollaban en una región. Además se cambió la periodicidad, colocando los Juegos Mediterráneos justo al año siguiente de los Juegos Olímpicos y no el anterior como hasta ese momento. Por lo demás un total de 2.598 atletas representaron a 19 países, con Francia como gran vencedora de los Juegos, seguida en el medallero por Italia y Turquía.
El total de competiciones fue de 217 repartidas en 24 deportes.

## Medallero
| Núm. | País                 | Oro | Plata | Bronce | Total |
| ---- | -------------------- | --- | ----- | ------ | ----- |
| 1    | Francia              | 83  | 55    | 56     | 194   |
| 2    | Italia               | 38  | 45    | 43     | 126   |
| 3    | Turquía              | 34  | 19    | 9      | 62    |
| 4    | Grecia               | 17  | 25    | 24     | 66    |
| 5    | España               | 14  | 41    | 33     | 88    |
| 6    | Croacia              | 9   | 6     | 19     | 34    |
| 7    | Marruecos            | 7   | 6     | 14     | 27    |
| 8    | Argelia              | 5   | 5     | 12     | 22    |
| 9    | Eslovenia            | 5   | 6     | 8      | 19    |
| 10   | Egipto               | 4   | 9     | 16     | 29    |
| 11   | Siria                | 4   | 2     | 5      | 11    |
| 12   | Bosnia y Herzegovina | 2   | 0     | 1      | 3     |
| 13   | Túnez                | 1   | 1     | 8      | 10    |
| 14   | Albania              | 0   | 2     | 0      | 2     |
| 15   | Chipre               | 0   | 1     | 2      | 3     |
| 16   | San Marino           | 0   | 1     | 0      | 1     |
| 17   | Malta                | 0   | 0     | 1      | 1     |

| Predecesor: Atenas 1991 | XII Juegos Mediterráneos 1993 | Sucesor: Bari 1997 |

- Datos: Q2000562